# Mark Dinning
Mark Dinning (Oklahoma, 17 agosto 1933 – Missouri, 22 marzo 1986) è stato un cantante statunitense.

## Biografia
Nato in una fattoria presso Oklahoma, ultimo di nove figli, da piccolo studia chitarra elettrica e fonda un gruppo insieme a tre dei suoi fratelli. La band, chiamata The Dinning Sisters, ottiene un grande successo quando il loro brano Buttons and Bows, nel 1948 arriva 5 nelle classifiche statunitensi. Dopo di questo verrà notato dalla MGM, con cui pubblicherà diversi singoli (Ramblin 'Man;The Streets of Laredo;I'm Just A Country Boy) che non avranno un grande successo. Successivamente però, la sorella, che faceva parte del gruppo precedentemente creato, e suo marito realizzarono un brano che avrà un grande successo Teen Angel. 
Questo brano parla di una teenager americana che per salvare l'anello di fidanzamento donatole dal suo ragazzo, perde la vita sotto un treno. Il video del brano verrà censurato in alcune televisioni, come la BBC, ma nonostante ciò sarà un grande successo. 
Non solo venderà molte copie raggiungendo la prima posizione della Billboard Hot 100 per due settimane ma verrà premiato da Cash Box come miglior singolo dal 3 febbraio al 20. Inoltre molte radio si sono rifiutate di mandare il pezzo in onda.
Da questo brano sono state fatte molte cover ed ha ispirato molti cantanti. 
Tra il 1960 e il 1961 arrivano successi minori. 
Rientra nelle classifiche dei top 10 americano nel 1963 con la cover di What Will Say Maria. 
Nel 1986 muore per un attacco di cuore.